# Ramon Martínez González
Ramon Martínez González, àlies «El Nano» (El Esparragal, Múrcia, 1901 - Castres, França, 1974) va ser un obrer i dirigent sindical espanyol.
Treballava com a contramestre a la indústria tèxtil, va ser un actiu militant de la CNT i dels grups específics. Va participar en la conferència celebrada pels sindicats catalans de la CNT a Blanes el juliol de 1922, com a representant de Badalona. Durant la guerra civil, va ser conseller d'economia de l'Ajuntament de Badalona i secretari de la Federació Local de la CNT. En el moment de la constitució del consistori el 3 de novembre de 1936 va ser crític amb els acords presos de millores de les condicions obreres, afirmant que estaven en guerra però que, paradoxalment, vivien millor que abans, així com amb les mesures del govern municipal d'atorgar ajudes financeres a tots els sindicats per acabar de completar el setmanal, ja que calia tenir en compte que les col·lectivitzacions havien saldat en dèficit des de l'inici de la guerra i el municipi no podia fer-se càrrec de tota la càrrega econòmica.